# Sandspringere
Sandspringere (Cicindelinae) er en underfamilie blandt løbebillerne (Carabidae). De er sædvanligvis stærkt farvede, hurtige biller. Mundskjoldet (clypus) er bredere end afstanden mellem antennerne, hvilket adskiller gruppen fra resten af løbebillerne. Ved alle de danske arter er hovedet stort og bredt, og øjnene er meget fremstående.

## Levevis
Sandspringerne hører til de mest udprægede rovdyr blandt billerne. I England går de således under navnet "tigerbiller". De bevæger sig ekstremt hurtigt og virker nærmest rastløse. Hvis C. hybrida bliver forstyrret, flyver den op og lander et stykke fra det oprindelige sted. Alle arterne opholder sig oftest på sandede, soleksponerede steder som fx overdrev, heder eller evt. tidligere grusgrave.

### Fuldstændig forvandling
For sandspringere gælder det som for de øvrige biller at de har fuldstændig forvandling, som alle andre insekter i gruppen Endopterygota. Endopterygota betyder "de med indre vinger". Gruppen kaldes også Holometabola som betyder "dem med fuldstændig forvandling".
Et eksempel på insekter som ikke er endopterygota er ørentviste som har ufuldstændig forvandling i fagsprog kaldt exopterygote eller hemimetabolske insekter. Ørentviste er ikke biller.

## Danske arter
I Danmark er der indtil videre registeret fire arter. C. sylvatica (stor sandspringer), C. hybrida (brun sandspringer), C. maritima (klitsandspringer) og C. campestris (grøn sandspringer).

### Nøgle til arterne
I det følgende præsenteres en nøgle til imago af de forskellige arter i Danmark.
1. Overlæben sort, med en længdekøl: Cicindela silvatica (stor sandspringer).

1. Overlæbe hvid, uden køl Gå til 2.
2. Læbepalperne mørke, metalskinnende. Oversiden som regel grøn: Cicindela campestris (grøn sandspringer).

2. Læbepalpernes første og andet led hvidgule. Oversiden som regel mørkt bronzebrun. Gå til 3.
3. Panden mellem øjnene nøgen: Cicindela hybrida (brun sandspringer).

3. Panden mellem øjnene hvidt behåret: Cicindela maritima (klitsandspringer)
Larvestadiet ligner slet ikke det voksne dyr, imago. Larverne er rørboende. De danske arter opholder sig oftest i lodrette rør, hvor de venter på forbipasserende bytte. I larvestadiet skifter dyret ham flere gange inden forpupningen, hvor de legemsdele imago har, anlægges. Både larven og imago er rovdyr.

## Klassifikation
Sandspringere tilhører underordenen Adephaga og overfamilien Caraboidea. I Danmark kan man i denne overfamilie finde familierne hvirvlere, vandtrædere, vandgravere, vandkalve og løbebiller.
I familien Carabidae (løbebiller) er der indtil videre fundet 318 arter i Danmark. Denne familie indeholder også underfamilien Cicindelínae, sandspringere, som er en stærkt specialiseret undergruppe. På verdensplan findes der et par tusind arter.
Sandspringere er gennemgående ret store farvestrålende biller. Kun slægten Cicindela er repræsenteret i Danmark. Længden på de enkelte arter i Danmark varierer fra 12-17 mm med Cicindela maritima og C. sylvatica som henholdsvis den mindste og største art.
Dog er der i litteraturen forskellige angivelser af de enkelte arters længde. I Danmarks fauna er C. sylviatica dog den største med en længde på 17 mm.

## Billeder
- Sandspringere er rovdyr med store kraftige kæber.
- Cicindela chinensis